# Жолжаксынов, Досхан Калиевич
Досхан Калиевич Жолжаксынов (род. 7 октября 1951, пос. Балыкши, Курчумский район, Восточно-Казахстанская область, КазССР, СССР) — советский и казахстанский актёр, кинорежиссёр. Народный артист Казахстана (1994), Заслуженный артист Кыргызской Республики (1994), лауреат двух Государственной премии Республики Казахстан в области литературы и искусства (1996, 2016). Награждён высшим орденом «Отан» (2021).

## Биография
Родился 7 октября 1951 года, происходит из рода Курман Ақнайман племени Найман Среднего жуза.
В 1969 году поступил на театральный факультет Института искусств им. Курмангазы в мастерскую народной артистки СССР Хадиши Букеевой, окончив его в 1973 году.
В 1972 году (по другим данным, в 1971 году) был принят в вспомогательную труппу ТЮЗа.
В 1993 году (по другим данным, в 1995 году) назначен директором этого театра.
В 2000 году (по другим данным, в 2001 году) ушёл с этого поста по собственному желанию.

## Работа в театре
Сыграл свыше 200 ролей в театре и кино. Первая роль на сцене театра — Кылыш-бек в спектакле «Золотая стена» Х. Вахитова (1972). Затем сыграл роли Сматбека («Шалопай из города» Ж.Ташенова и И. М. Саввина), Сырыма («Найти себя» Р.Сарсенбаева и Е.Обаева), Казакбая («Апа, — апатай» А.Тарази и К.Искак), Самета, Акаиа («Солдат из Казахстана» и «Акан сери — Актокты» Г.Мусрепова), Глумова («На всякого мудреца довольно простоты» А. Н. Островского), Азбергеиа («Индет» А.Тарази, Гос. премия Казахстана, 1996; Главный приз смотра театров тюркоязычных народов, Казань, 1998) и др. Актёрское искусство Жолжаксынова отличается глубокой искренностью чувств, правдивостью и темпераментом. В репертуаре актёра — песни народных и современных композиторов.

## Фильмография
|    | Год  | Название                              | Роль                     | Примечания         |
| -- | ---- | ------------------------------------- | ------------------------ | ------------------ |
| 1  | 1972 | «Горизонты»                           |                          |                    |
| 2  | 1974 | «Родник»                              |                          |                    |
| 3  | 1975 | «Храни свою звезду»                   | Аскербек                 |                    |
| 4  | 1979 | «Погоня в степи»                      | Хамит                    | главная роль       |
| 5  | 1980 | «Золотая осень»                       |                          |                    |
| 6  | 1981 | «Родник»                              |                          |                    |
| 7  | 1982 | «До свидания, Медео»                  | Карим                    |                    |
| 8  | 1983 | «Дом под луной»                       | Даут                     |                    |
| 9  | 1983 | «Искупи вину»                         |                          |                    |
| 10 | 1984 | «Блистающий мир»                      | Японец-телохранитель     |                    |
| 11 | 1984 | «Потомок белого барса»                | Мундусбай                |                    |
| 12 | 1984 | «Человеческий фактор»                 |                          |                    |
| 13 | 1986 | «Миражи любви»                        | Ходжа Зульфикар          |                    |
| 14 | 1986 | «Потерпевшие претензий не имеют»      | Ильяс Сахметович Садыков | гл. роль           |
| 15 | 1986 | «Диагноз»                             |                          |                    |
| 16 | 1987 | «Зять из провинции»                   | Жапар                    |                    |
| 17 | 1987 | «Про любовь дружбу и судьбу»          | Керим                    | гл. роль           |
| 19 | 1989 | «Камышовый рай»                       | милиционер               |                    |
| 20 | 1990 | «Облава на одичавших собак»           |                          |                    |
| 21 | 1990 | «Пегий пес, бегущий краем моря»       | отец                     | главная роль       |
| 22 | 1994 | «Кодекс молчания-2: След чёрной рыбы» | Садык Балагаримов        |                    |
| 23 | 1996 | «Стрелок Хомучи»                      |                          |                    |
| 24 | 1998 | «Омпа»                                |                          |                    |
| 25 | 2000 | «Чек»                                 | Сакен                    |                    |
| 26 | 2003 | «Каждый взойдет на Голгофу»           | Каратас                  | сериал, гл.роль    |
| 27 | 2006 | «Кочевник»                            | Галдан Цэрен             |                    |
| 28 | 2009 | «Лавэ»                                |                          |                    |
| 29 | 2009 | «Биржан Сал»                          | Биржан Сал               | режиссёр, гл. роль |
| 30 | 2009 | «Правосудие волков»                   | Виктор Иванович          |                    |
| 31 | 2011 | «Груз 001»                            |                          |                    |
| 32 | 2015 | «Кунанбай»                            | Кунанбай                 | гл.роль            |
| 33 | 2016 | «Казахское ханство: Алмазный меч»     | Абулхаир Шайбани         |                    |

## Награды
- 1982 — Премия Ленинского комсомола Казахстана
- 1987 — Заслуженный артист Казахской ССР
- 1994 (18 марта) — Заслуженный артист Кыргызской Республики — за большие заслуги в развитии и обогащении национальных культур, укреплении дружбы между казахским и кыргызским народами[3]
- 1994 (8 июля) — Народный артист Казахстана
- 1996 — Государственная премия Республики Казахстан в области литературы и искусства.[4]
- 2001 — Орден «Курмет»[5]
- 2016 — Государственная премия Республики Казахстан в области литературы и искусства за полнометражный художественный фильм «Кунанбай».[6]
- 2020 (18 сентября) — Звание «Почётный гражданин Алматы»;[7]
- 2021 года (7 октября) — Орден «Отан» один из высших орденов Республики Казахстан — за особые заслуги в развитии национальной культуры, кинематографии и театрального искусства и в связи с 70-летием со дня рождения.[8]